# Zygmunt Łukawski
Zygmunt Łukawski (ur. 27 stycznia 1932 w Kamieniu k. Puław, zm. 2 listopada 1989) – polski historyk, prof. dr hab., badacz dziejów Polaków w Rosji.

## Życiorys
W 1956 ukończył studia historyczne na Uniwersytecie Jagiellońskim. Po studiach rozpoczął pracę na stanowisku asystenta w Zakładzie Historii Narodów ZSRR. W 1964 obronił pracę doktorską pod tytułem: Koło Polskie w rosyjskiej Dumie Państwowej w latach 1906–1909. Stopień doktora habilitowanego uzyskał w 1970 na podstawie rozprawy: Polacy w rosyjskim ruchu socjaldemokratycznym w latach 1883–1893. W 1971 otrzymał stanowisko docenta, a w 1981 tytuł profesora nadzwyczajnego.
Pełnił szereg funkcji w Instytucie Historii UJ, w latach 1980–1984 był zastępcą dyrektora Instytutu. Od 1987 kierował Zakładem Historii Europy Wschodniej. Jako badacz stosunków polsko-rosyjskich pełnił szereg funkcji społecznych. Był m.in. przewodniczącym Rady Naukowej Muzeum Lenina w Krakowie, a także wiceprzewodniczącym Komisji Historycznej Polsko-Radzieckiej. Zasiadał w Radzie Narodowej m. Krakowa. 
Był autorem haseł w Polskim Słowniku Biograficznym i Słowniku biograficznym działaczy polskiego ruchu robotniczego.
W życiu prywatnym był żonaty, miał dwoje dzieci. Zginął w wypadku samochodowym. Został pochowany na cmentarzu Batowickim w Krakowie (kw. CCXLIII, rz. III, gr. 6).

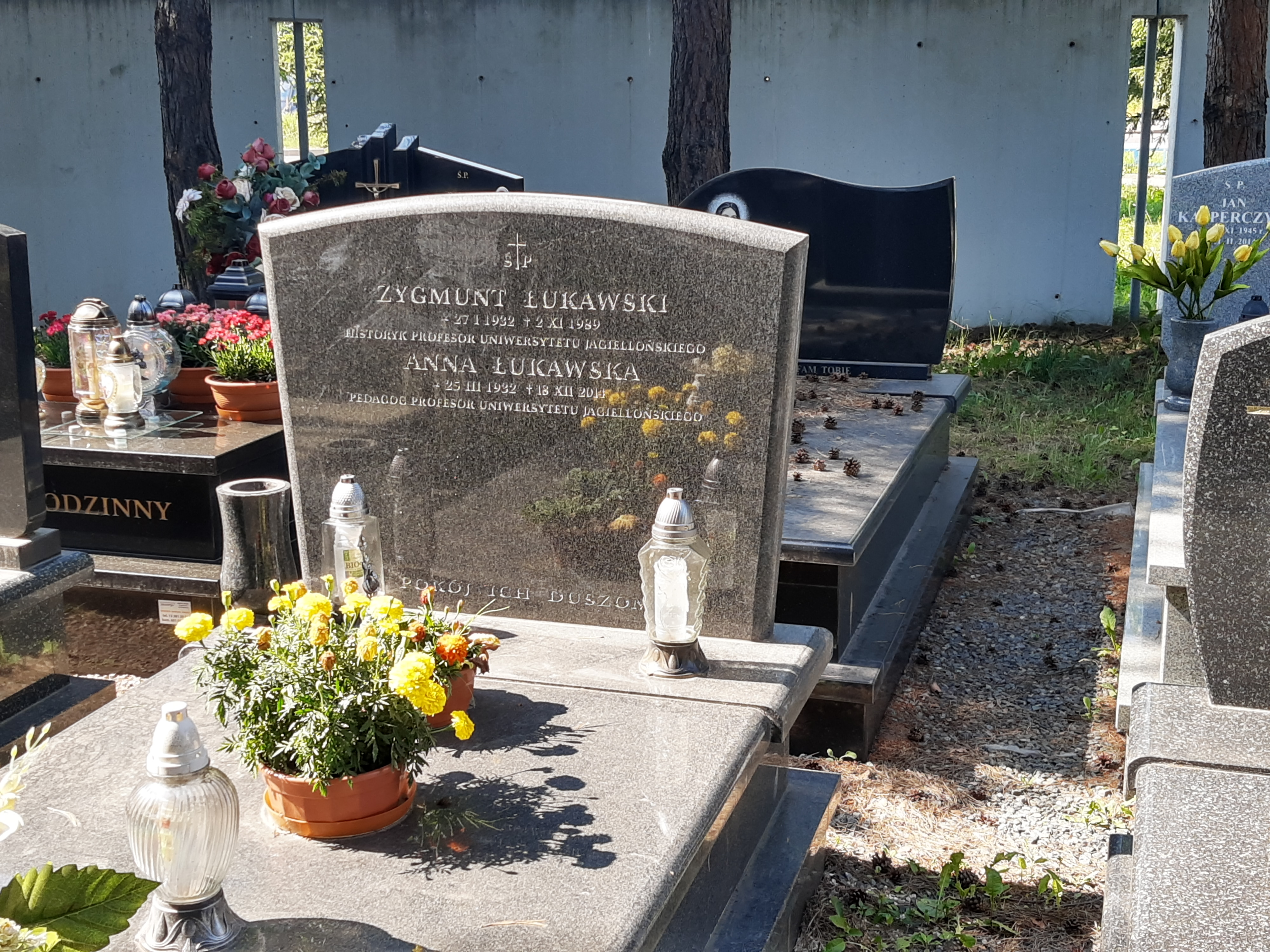
Grób prof. Zygmunta Łukawskiego i prof. Anny Łukawskiej na Cmentarzu Prądnik Czerwony

## Dzieła opublikowane
- 1967: Koło Polskie w rosyjskiej Dumie Państwowej w latach 1906–1909
- 1970: Polacy w rosyjskim ruchu socjaldemokratycznym w latach 1883–1893
- 1978: Ludność polska w Rosji 1863-1914
- 1981: Historia Syberii
- 1984: Polacy w rosyjskim ruchu rewolucyjnym 1894-1907

## Nagrody
- Nagroda im. Ludwika Waryńskiego (1985) za pracę „Polacy w rosyjskim ruchu rewolucyjnym 1894-1907” (Książka i Wiedza)[4].